# Instituto Politécnico de la Universidad de Chile
| Eslogan            | Formación Técnica con Prestigio Universitario                  |
| Fundación          | 2 de abril de 2004                                             |
| Perteneciente      | Universidad de Chile                                           |
| Tipo               | Privado Autónomo                                               |
| Director Ejecutivo | Sr. Rafael Hernández Ávila                                     |
| Casa Central       | San Miguel (Santiago), Región Metropolitana de Santiago, Chile |
| Dirección          | Avenida Gran Avenida José Miguel Carrera 3100                  |
| Teléfono           | +56 (02) 551 06 92                                             |
| Sitio web          | www.itpuch.cl                                                  |

El Instituto Politécnico de la Universidad de Chile, también conocido por su acrónimo ITPUCH fue un Centro de Formación Técnica dependiente de la Universidad de Chile. Se encontraba ubicado en la comuna de San Miguel (Santiago) a pasos de la Estación El Llano (estación). 
El Centro de Formación Técnica se encontraba organizado por la sociedad ”Fundación Instituto Politécnico de la Facultad de Medicina de la Universidad de Chile”.

## Historia
El Centro de Formación Técnica “ITPUCH”, fue una institución de educación superior, que
obtuvo su reconocimiento oficial por parte del Ministerio de Educación, en virtud de las
normas contenidas en la Ley N.º 18.962, Orgánica Constitucional de Enseñanza, mediante
Decreto Exento de Educación N.º 220, de fecha 2 de abril de 2004, e inscrito en el Registro
correspondiente con el número 329.
Inició sus actividades docentes de formación de técnicos de nivel superior en el año 2004.
Su director general fue Rafael Hernández Ávila.
Actualmente es la Universidad Tecnológica Metropolitana (UTEM).

## Carreras
- Secretariado Ejecutivo
- Rehabilitación Psicosocial y Drogadicción
- Análisis Químico
- Higiene Ambiental
- Administración de Empresas
- Contabilidad General
- Sistemas Agropecuarios
- Técnico de Nivel Superior en Enfermería